# Piandimeleto
Piandimeleto (Piemléta o Piumléta in dialetto gallo-piceno) è un comune italiano di 2 060 abitanti della provincia di Pesaro e Urbino nelle Marche. Fa parte della regione storico-geografica del Montefeltro.

## Geografia fisica
Il territorio comunale include un'exclave, identificabile nella frazione di Pirlo, compresa tra i comuni di Lunano, Sassocorvaro e Urbino. Il territorio è anche interessato dal Parco naturale regionale del Sasso Simone e Simoncello.

## Storia
Il borgo fu possedimento dei conti Oliva, di origine germanica. La grande rocca venne trasformata nel sec. XV, coronandola da merli e arricchendola negli interni. Con l'estinzione del casato nel sec. XVI divenne possedimento della Chiesa.

### Simboli
Lo stemma e il gonfalone sono stati concessi con DPR dell'8 aprile 1975.
Il gonfalone è un drappo di rosso.

## Monumenti e luoghi d'interesse
- Castello dei conti Oliva
- Chiesa parrocchiale di San Biagio, conserva affreschi dei secoli XV-XVI.

## Società

### Evoluzione demografica
Abitanti censiti

### Etnie e minoranze straniere
Secondo i dati ISTAT al 1º gennaio 2023 la popolazione straniera residente era di 265 persone e rappresentava il 13% della popolazione residente. Invece le comunità straniere più numerose (con percentuale sul totale della popolazione straniera) erano:
1. Senegal, 57 (21,51%)
2. Macedonia del Nord, 54 (20,38%)
3. Nigeria, 27 (10,19%)
4. Bulgaria, 22 (8,30%)
5. Marocco, 22 (8,30%)
6. Romania, 17 (6,42%)

## Cultura

### Biblioteche
Biblioteca Popolare Circolante
Fu la prima biblioteca pubblica di Piandimeleto, nata il 13 luglio 1869.
Biblioteca comunale Ubaldiana
È stata istituita nel 1956, grazie al lascito di Ugo Ubaldi, che donò il suo archivio e la sua biblioteca alla comunità cittadina, assieme alla sua abitazione, come sede della biblioteca. Inizialmente comprendeva circa 4577 volumi e faldoni, tra cui 29 registri manoscritti (1532-1853), ciò che resta dell'archivio comunale distrutto durante l'occupazione francese a fine XVIII secolo; 3 cinquecentine, 7 volumi seicenteschi, 45 volumi settecenteschi, 406 volumi ottocenteschi e 382 faldoni contenenti autografi, dattiloscritti, fotografie, stampe, riviste e carte geografiche. Tra le documentazioni più rilevanti vi sono i carteggi con i deputati originari dell'Istria e dell'Alto Adige, sulla loggia massonica dell'Alto Tevere (Ubaldi ne fu il Gran Maestro), una corrispondenza sui Cacciatori del Montefeltro (un corpo di volontari operante nella zona di Novafeltria durante l'Unità d'Italia), oltre ad una cospicua documentazione (comprese lettere e cronache giornalistiche) relativa alla storia di Piandimeleto tra la fine del XIX secolo ed il ventennio fascista.
Nel 1987 ha acquisito il fondo Pieruccini, conservato nel Museo di Scienze della Terra, con testi di geologia e scienze della terra, editi tra il 1946 ed il '72, per un totale di 3384 volumi ed opuscoli. Un ulteriore accrescimento è avvenuto nel 1998, col fondo "Vito Rosaspina", comprendente 400 volumi di storia, arte e sulla storia del Partito Socialista Italiano. Sono poi confluiti nella biblioteca, i fondi degli ex Centri di lettura e del Centro Sociale di Educazione Permanente.
La biblioteca, che comprende anche una raccolta d'arte, si compone di due sale per i materiali storici e d'archivio, una sala di lettura (con 18 posti) e quattro sale (aggiunte nel 2004). Possiede anche un'area esterna di 1000 m, ad uso sia come giardino che per gli per gli alunni delle scuole adiacenti, come spazio giochi e laboratorio botanico. 
Possiede un patrimonio di circa 18600 volumi, suddivisi tra la biblioteca (11.358 volumi), il fondo Ubaldi (4375 volumi), il fondo Pieruccini (2394 volumi) ed il Fondo Rosaspina (573 volumi). Vi è anche un emeroteca, con 667 fascicoli, ed una cineteca, con 347 VHS e 65 CD.

### Musei
- Museo di scienze della Terra ed il Museo del lavoro contadino. Sono situati all'interno del castello dei conti Oliva.

### Eventi
- Palio dei conti Oliva[11], nel mese di luglio, dal 1983.[12]
- Festa del Fungo. Mostra micologica regionale[13], nella frazione di San Sisto, tra settembre e ottobre, dal 1969.

## Amministrazione
| Periodo        | Periodo        | Primo cittadino   | Partito                                                       | Carica  | Note   |
| -------------- | -------------- | ----------------- | ------------------------------------------------------------- | ------- | ------ |
| 5 agosto 1985  | 31 maggio 1990 | Gilberto Conti    | Partito Comunista Italiano                                    | Sindaco | [ 14 ] |
| 31 maggio 1990 | 24 aprile 1995 | Gilberto Conti    | Partito Comunista Italiano Partito Democratico della Sinistra | Sindaco | [ 14 ] |
| 24 aprile 1995 | 14 giugno 1999 | Gilberto Conti    | Partito Democratico della Sinistra                            | Sindaco | [ 14 ] |
| 14 giugno 1999 | 13 giugno 2004 | Gilberto Conti    | Centro-sinistra                                               | Sindaco | [ 14 ] |
| 13 giugno 2004 | 8 giugno 2009  | Riccardo Nonni    | Solidarietà e progresso (Centro-sinistra)                     | Sindaco | [ 14 ] |
| 8 giugno 2009  | 26 maggio 2014 | Riccardo Nonni    | Solidarietà e progresso (Partito Democratico)                 | Sindaco | [ 14 ] |
| 26 maggio 2014 | 27 maggio 2019 | Stefano Benedetti | Impegno e responsabilità                                      | Sindaco | [ 14 ] |
| 27 maggio 2019 | 10 giugno 2024 | Veronica Magnani  | Avanti insieme                                                | Sindaca | [ 14 ] |
| 10 giugno 2024 | in carica      | Nicolò Pierini    | Voltiamo pagina (Centro-destra)                               | Sindaco | [ 14 ] |

## Sport

### Calcio
Il Piandimeleto gioca in Seconda Categoria nella stagione 2023-24, ma in passato ha militato anche in Promozione.
Era presente inoltre la compagine del San Sisto.